# Tetryl
Tetryl (tetrylit, 2,4,6-trinitrofenylo-N-metylonitroamina, (NO2)3C6H2NCH3NO2) – organiczny związek chemiczny z grupy nitroamin, materiał wybuchowy będący produktem nitrowania dimetyloaniliny.
Tetryl został po raz pierwszy otrzymany w 1877, jednak jako wojskowy materiał wybuchowy zaczęto go stosować dopiero na początku XX w. – nieco później niż trotyl.

## Właściwości
Tetryl jest praktycznie niehigroskopijny i nierozpuszczalny w wodzie. Źle rozpuszcza się w etanolu, natomiast dobrze w benzenie, dichloroetanie i szczególnie dobrze w acetonie. Z metalami tetryl nie reaguje.
Przy długotrwałym działaniu kwasów i zasad tetryl ulega przemianom. Dlatego też po nitrowaniu przemywa się go starannie wodą i oczyszcza przez krystalizację z rozpuszczalników. Tetryl ma nieco mniejszą trwałość aniżeli trotyl i kwas pikrynowy, jednak praktycznie trwałość jego jest wystarczająca.
Temperatura pobudzenia tetrylu wynosi około 190 °C.
Na powietrzu tetryl pali się gwałtownie.
Wrażliwość tetrylu na uderzenie jest większa niż kwasu pikrynowego. Przy badaniu na kafarze według próby standardowej tetryl daje 50–60% wybuchów. Wrażliwość tetrylu na detonację jest większa aniżeli trotylu. Graniczny ładunek inicjujący (według prób standardowych) wynosi 0,29 g piorunianu rtęci. Przy gęstości 1,68 tetryl łatwo detonuje od spłonki zawierającej 0,54 g piorunianu rtęci. Pod względem siły tetryl przewyższa kwas pikrynowy. Prędkość detonacji tetrylu wynosi 7700 m/s, wydęcie w bloku ołowianym 390 ml, kruszność według próby na cylindrach ołowianych – 19 mm.

## Zastosowanie
Zakres zastosowania tetrylu jest ograniczony wskutek wielkiej jego wrażliwości na bodźce mechaniczne. Tetryl używany jest do wyrobu detonatorów, stosowanych do ładunków kruszących pocisków, bomb lotniczych i innej amunicji, gdzie stanowi on ładunek wtórny. Wykorzystuje się tutaj jego znaczną wrażliwość na detonację i dużą siłę. Tetryl stosuje się czasami do napełniania pocisków małokalibrowych: używany jest do tego celu albo w postaci flegmatyzowanej, albo w stopach (mieszaninach) z trotylem i heksogenem. Dawniej stosowano tetryl w mieszaninie z piorunianem rtęci w lontach detonujących.

## Otrzymywanie
Materiałami wyjściowymi do otrzymywania tetrylu są: dimetyloanilina, kwas siarkowy i kwas azotowy. Kwas azotowy stosuje się w postaci nitrozy o składzie 85-86% kwasu azotowego, 6-8% kwasu siarkowego i 8% wody. Kwas siarkowy stosowany tutaj zawiera 92-96% monohydratu.
Proces otrzymywania tetrylu składa się z następujących operacji:
- otrzymywanie siarczanu dimetyloaniliny
- nitrowania siarczanu dimetyloaniliny
- odmywania tetrylu od kwasów
- krystalizacji tetrylu
- suszenia i przesiewania.

Siarczan dimetyloaniliny otrzymuje się w wyniku traktowania dimetyloaniliny kwasem siarkowym w temperaturze 33-40 °C, w aparatach podobnych pod względem swej budowy do zwykłych nitratorów.
Reakcja przebiega według równania:
C6H5N(CH3)2 + H2SO4 → C6H5N(CH3)2 * H2SO4
Operację otrzymywania siarczanu dimetyloaniliny należy przeprowadzić dlatego, że wskutek wzrostu aktywności pierścienia benzenowego, spowodowanej obecnością grupy N(CH3)2, reakcja nitrowania czystej dimetyloaniliny przebiega bardzo energicznie i powstaje przy tym szereg produktów ubocznych. Siarczan dimetyloaniliny nitruje się spokojniej i daje tetryl z większą wydajnością. Tetryl otrzymuje się poprzez nitrowanie siarczanu dimetyloaniliny mieszaniną nitrującą w temperaturze 50-55 °C. Nitrowanie siarczanu dimetyloaniliny jest bardziej niebezpieczne aniżeli nitrowanie toluenu, ponieważ jednocześnie zachodzi nitrowanie i  utlenianie. Reakcjom tym towarzyszy wydzielanie się dużych ilości ciepła. Dlatego też tetryl otrzymuje się w niewielkich nitratorach.
Reakcja nitrowania najprawdopodobniej przebiega według równania:
C6H5N(CH3)2 + 10 HNO3 → C6H2(NO2)3NCH3NO2 + 6NO2 + CO2+8H2O
lub
C6H5N(CH3)2 + 6HNO3 → C6H2(NO2)3NCH3NO2 + 2NO + CO2 + 6H2O
Po zakończeniu nitrowania tetryl oddziela się od kwasów na filtrze i przemywa niewielką ilością wody; następnie przesyła się go do stacji przemywania, gdzie odmywa się go od kwasów w kadziach zaopatrzonych w mieszadła. Produkt przemywa się kilkakrotnie początkowo zimną wodą, a następnie gorącą wodą. Wodę zawartą w przemytym tetrylu odciąga się na filtrach próżniowych; stąd tetryl przesyła się do krystalizacji z benzenu lub dwuchloroetanu. Przy krystalizacji z acetonu tetryl uprzednio suszy się.
W celu przekrystalizowania tetrylu rozpuszcza się go na gorąco w benzenie lub dwuchloroetanie dla otrzymania roztworu nasyconego w aparatach zwanych rozpuszczalnikami. W rozpuszczalniku zwykle przeprowadza się jeszcze dodatkowe przemywanie gorącą wodą w celu możliwie całkowitego usunięcia resztek kwasów. Gorący roztwór przesyła się poprzez filtry do krystalizatora, gdzie roztwór stopniowo ochładza się, wskutek czego tetryl wytrąca się w postaci osadu. Zawartość krystalizatora przesyła się na filtr próżniowy, gdzie tetryl oddziela się od ługu pokrystalicznego, a następnie przemywa się wodą i alkoholem.
Oczyszczony tetryl suszy się na tacach umieszczonych na półkach w temperaturze 40-60° C; po zakończeniu suszenia dla oddzielenia grudek materiał przesiewa się przez sito i pakuje.